# Vlag van Carchi

Vlag van Carchi

De vlag van Carchi is een horizontale driekleur bestaande uit de kleurencombinatie groen-geel-rood. De vlag is in gebruik sinds 27 april 1954. De herkomst van de kleuren zijn onbekend.